# Филипп (король Швеции)
Филипп Хальстенссон (швед. Filip Halstensson) — король Швеции (1105—1118), сын короля Хальстена.

## Биография
Филипп правил вместе с братом Инге Младшим с 1105 или 1110 года вслед за своим дядей Инге Старшим. Согласно Закону Готланда Филипп был хорошим правителем. В соответствии с Сагой о Хервёр Филипп правил недолго и женился на дочери Харальда III Ингигерде. Больше о нем ничего не известно. Вероятно, что о Филиппе известно меньше, чем о любом другом короле христианской Швеции.